# Tom Goode
Tom Goode é um ex-jogador profissional de futebol americano estadunidense.

## Carreira
Rick Volk foi campeão da temporada de 1970 da National Football League jogando pela equipe do Baltimore Colts, atualmente denominada Indianapolis Colts.